# 磐城石川站
磐城石川站（日语：／ Iwaki-Ishikawa eki */?）是位於福島縣石川郡石川町字當町223號，東日本旅客鐵道（JR東日本）的水郡線車站。

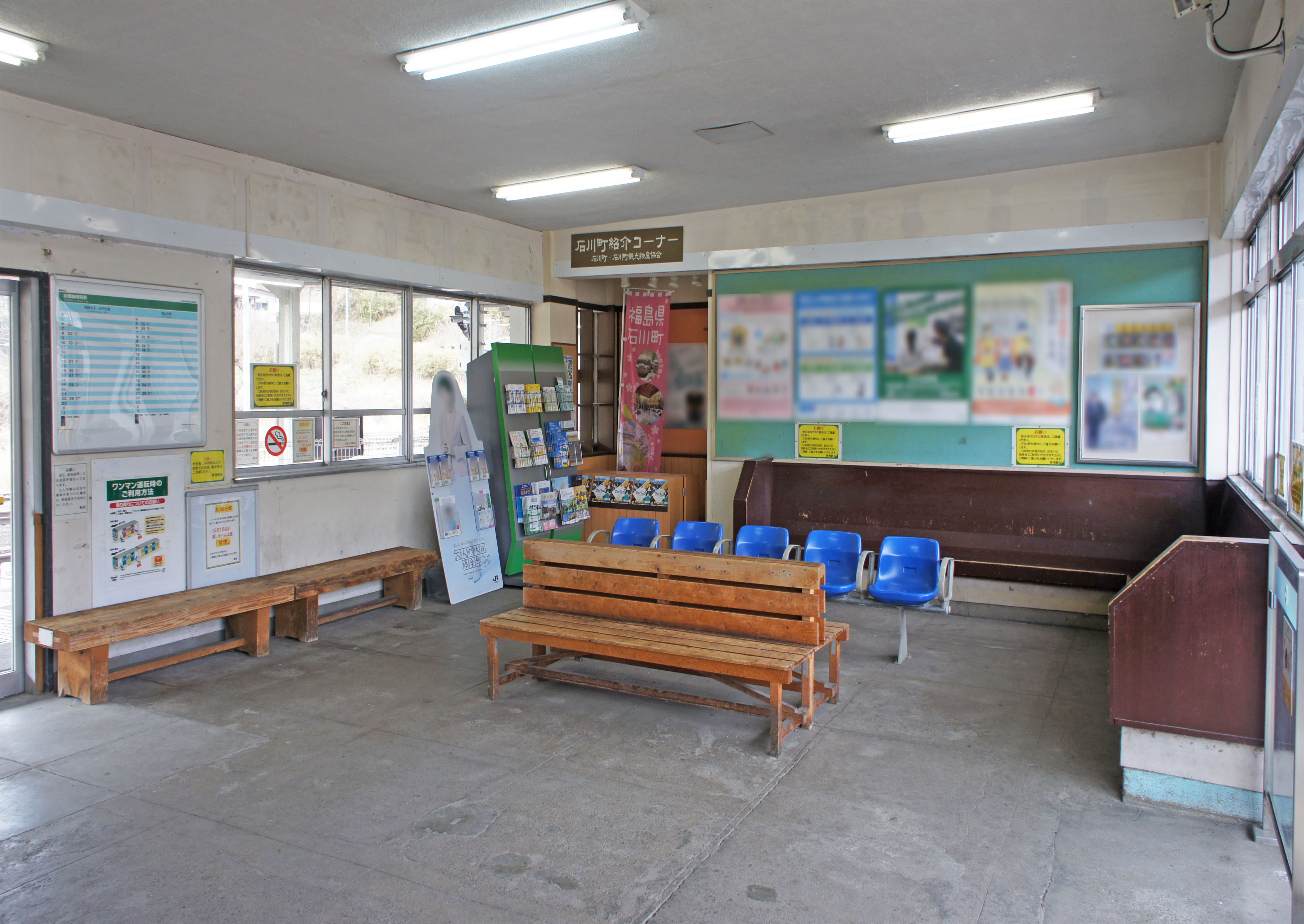
車站內部(2022年3月)

## 歷史
- 1934年（昭和9年）12月4日：車站啟用[1]。
- 1987年（昭和62年）4月1日：伴隨國鐵分割民營化，車站由東日本旅客鐵道（JR東日本）營運[2]。
- 2018年（平成30年）
  - 4月2日：成為業務委託車站。廢除磐城石川站長。
  - 10月31日：當日起綠色窗口結業[3]。

## 車站構造

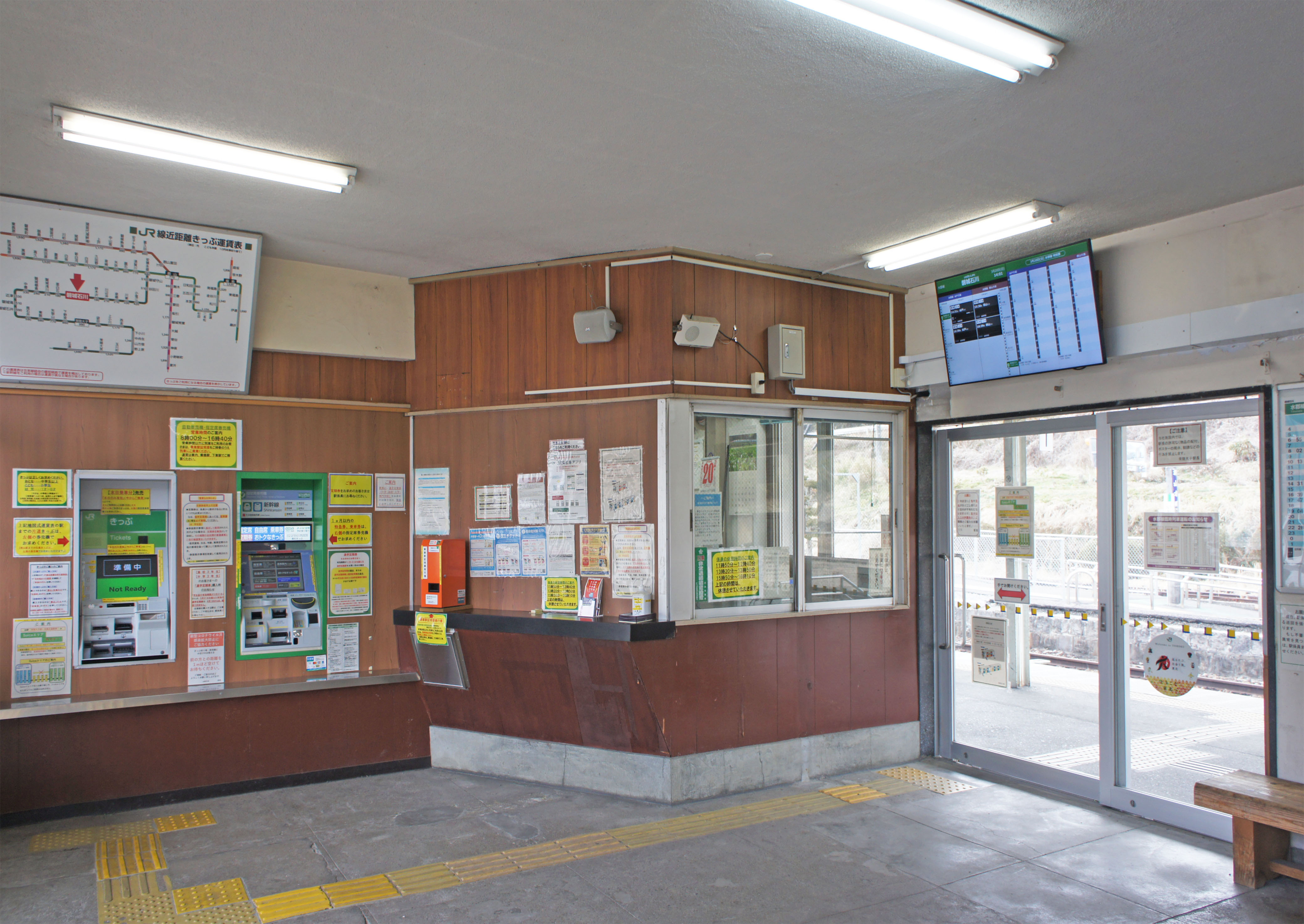
檢票口(2022年3月)

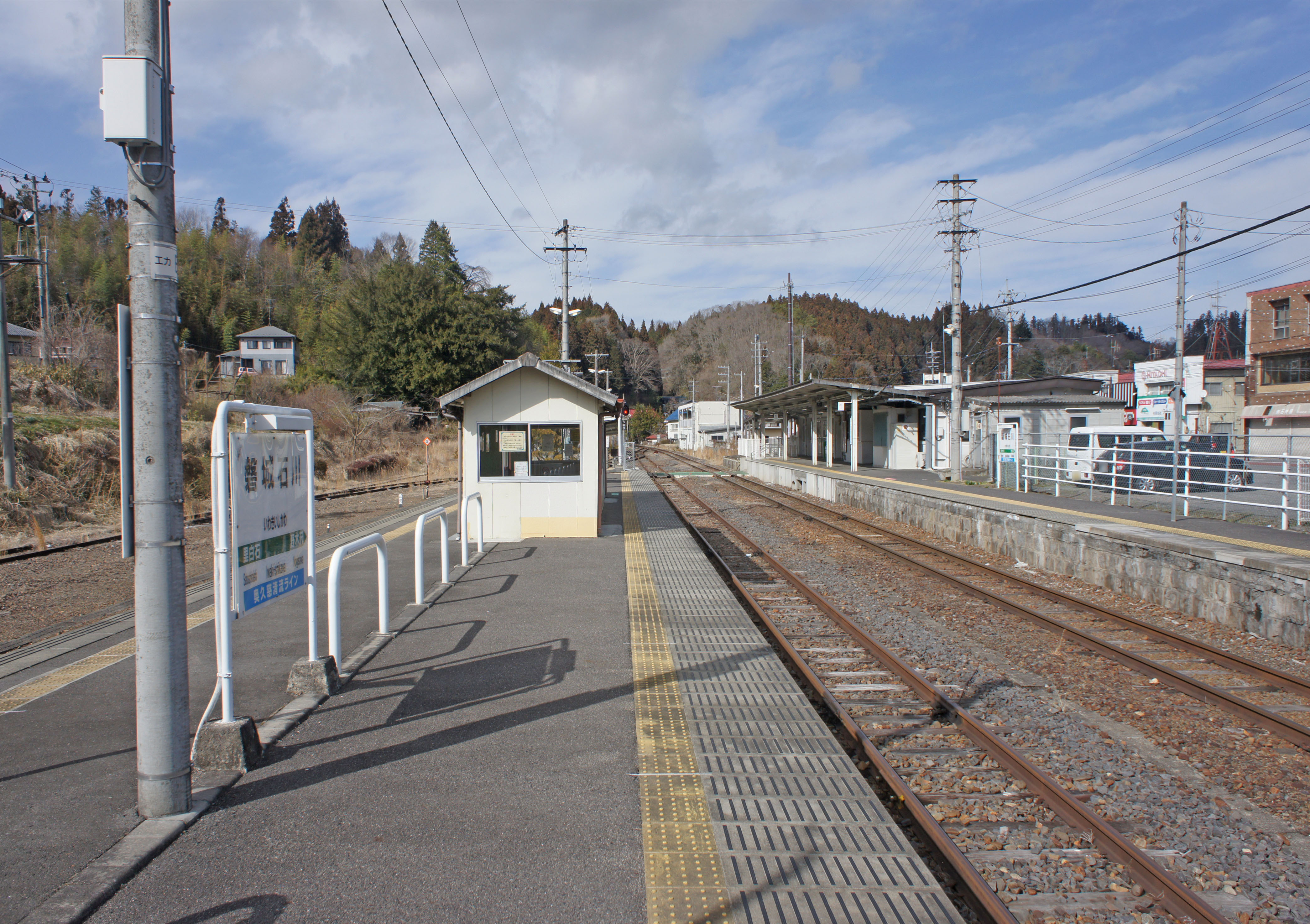
月台(2022年3月)

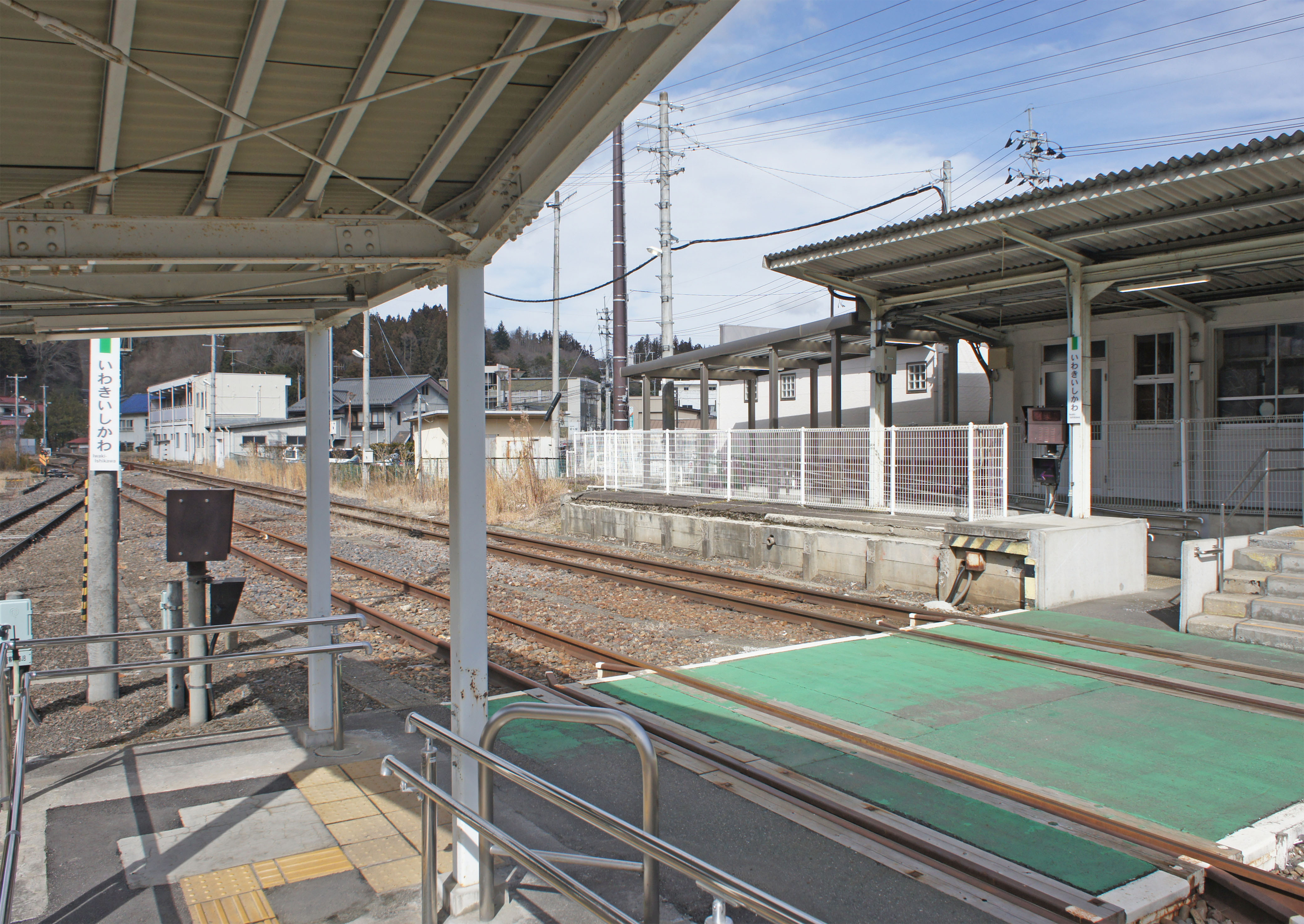
平交道(2022年3月)

此站是地面車站，設有1面1線的單式月台（1號月台）和1面2線的島式月台（2、3號月台），共有2面3線的月台。兩月台靠近安積永盛一方設有站內平交道連接。在島式月台上設有候車室。2號月台沒有升高高度。3號月台可向上下行兩方向出發，該月台可用作列車折返之用。另外，此站設有維護路軌停泊專用側線。
此站是由常陸大子站管理的業務委託車站，委托JR東日本車站服務負責車站業務。在直營車站時代，此站管理磐城淺川站至磐城守山站之間各站。此站設有指定席售票機和自動售票機。

### 月台
| 月台 | 路線    | 上下行 | 方向               |
| ---- | ------- | ------ | ------------------ |
| 1    | ■水郡線 | 上行   | 常陸大子、水戶方向 |
| 2、3 | ■水郡線 | 下行   | 郡山方向           |

參考
- 下行列車主要使用3號月台。
- 此站設有夜間停泊列車。

## 使用狀況
根據「JR東日本」，2019年度（令和元年度）1日平均乘車人次為488人。
| 乘車人次變化       | 乘車人次變化     | 乘車人次變化    |
| 年度               | 1日平均 乘車人次 | 參考資料        |
| ------------------ | ---------------- | --------------- |
| 2000年（平成12年） | 654              | [ 利用客数 2 ]  |
| 2001年（平成13年） | 667              | [ 利用客数 3 ]  |
| 2002年（平成14年） | 658              | [ 利用客数 4 ]  |
| 2003年（平成15年） | 653              | [ 利用客数 5 ]  |
| 2004年（平成16年） | 652              | [ 利用客数 6 ]  |
| 2005年（平成17年） | 668              | [ 利用客数 7 ]  |
| 2006年（平成18年） | 645              | [ 利用客数 8 ]  |
| 2007年（平成19年） | 666              | [ 利用客数 9 ]  |
| 2008年（平成20年） | 654              | [ 利用客数 10 ] |
| 2009年（平成21年） | 614              | [ 利用客数 11 ] |
| 2010年（平成22年） | 585              | [ 利用客数 12 ] |
| 2011年（平成23年） | 546              | [ 利用客数 13 ] |
| 2012年（平成24年） | 544              | [ 利用客数 14 ] |
| 2013年（平成25年） | 565              | [ 利用客数 15 ] |
| 2014年（平成26年） | 529              | [ 利用客数 16 ] |
| 2015年（平成27年） | 559              | [ 利用客数 17 ] |
| 2016年（平成28年） | 543              | [ 利用客数 18 ] |
| 2017年（平成29年） | 520              | [ 利用客数 19 ] |
| 2018年（平成30年） | 518              | [ 利用客数 20 ] |
| 2019年（令和元年） | 488              | [ 利用客数 1 ]  |

## 車站周邊
- 石川站前通郵局
- 北須川
- 須賀川地方廣域消防組合石川消防署
- 石川町公所
- 福島縣縣中保健福祉事務所石川福祉諮詢服務處
- 石都都古和氣神社（日语：石都々古和気神社）
- 學校法人石川高等學校·石川義塾中學（日语：学校法人石川高等学校・石川義塾中学校）
- 福島縣私家車協會石川分部
- 貓啼溫泉（日语：猫啼温泉）
- 片倉溫泉（日语：片倉温泉 (福島県)）
- 國道118號（日语：国道118号）
- 福島縣道40號飯野三春石川線（日语：福島県道40号飯野三春石川線）
- 福島縣道274號赤坂西野石川線（日语：福島県道274号赤坂西野石川線）
- 7-11石川站前店

## 巴士路線
最近的巴士站是「石川站前」。
| 巴士站        | 系統                               | 主要途經                           | 目的地               | 巴士公司 | 備註 |
| ------------- | ---------------------------------- | ---------------------------------- | -------------------- | -------- | ---- |
|               | 仁田線                             | 石川営業所、八幡下、古殿公所、大原 | 仁田                 | 福島交通 |      |
| 有實線        | 石川營業所、八幡下、古殿公所、大原 | 有實上                             |                      | 福島交通 |      |
| 竹貫田線      | 石川營業所、八幡下、古殿公所、浪瀧 | 竹貫田車廠                         |                      | 福島交通 |      |
| 名花線        | 石川營業所、矢造、名花             | 上鵰巢                             | 星期六及假日暫停服務 | 福島交通 |      |
| 石川·蓬田線   | 石川營業所、矢造、平田公所         | 清水內                             |                      | 福島交通 |      |
|               |                                    | 石川營業所                         |                      | 福島交通 |      |
| 小野·石川線   | 中之湯、母畑湖邊前、清水內         | 小野站前                           |                      | 福島交通 |      |
| 經母畑 石川線 | 中之湯、母畑元湯、古宿、川東       | 須賀川站前                         |                      | 福島交通 |      |
| 經龍崎 石川線 | 石川町公所、野木澤站前、泉鄉站前   | 須賀川站前                         |                      | 福島交通 |      |
|               | 經寶木 鮫川線                      | 南山形、寶木、鮫川公所             | 湯之田溫泉           | 福島交通 |      |
| 石川·淺川線   | 須澤、本內、淺川站前               | 淺川車廠                           | 星期六及假日暫停服務 | 福島交通 |      |
| 白河·石川線   | 貓啼、外槇、刈敷坂、白河站前       | 新白河站前                         |                      | 福島交通 |      |
| 鳥內橋線      | 貓啼、外槇                         | 鳥内橋                             | 星期六及假日暫停服務 | 福島交通 |      |
|               | 石川町保健中心                     | 石川營業所                         |                      | 福島交通 |      |

## 相鄰車站
東日本旅客鐵道（JR東日本）
■水郡線
里白石－磐城石川－野木澤

## 注腳

### 使用狀況
1. 1 2  . 東日本旅客鉄道.   [2020-07-16]. （原始内容存档于2020-07-14） （日语）.
2. ↑  . 東日本旅客鉄道.   [2019-03-01]. （原始内容存档于2019-04-02） （日语）.
3. ↑  . 東日本旅客鉄道.   [2019-03-01]. （原始内容存档于2019-02-22） （日语）.
4. ↑  . 東日本旅客鉄道.   [2019-03-01]. （原始内容存档于2019-04-02） （日语）.
5. ↑  . 東日本旅客鉄道.   [2019-03-01]. （原始内容存档于2019-03-27） （日语）.
6. ↑  . 東日本旅客鉄道.   [2019-03-01]. （原始内容存档于2019-02-23） （日语）.
7. ↑  . 東日本旅客鉄道.   [2019-03-01]. （原始内容存档于2019-04-02） （日语）.
8. ↑  . 東日本旅客鉄道.   [2019-03-01]. （原始内容存档于2019-04-02） （日语）.
9. ↑  . 東日本旅客鉄道.   [2019-03-01]. （原始内容存档于2019-04-02） （日语）.
10. ↑  . 東日本旅客鉄道.   [2019-03-01]. （原始内容存档于2019-02-22） （日语）.
11. ↑  . 東日本旅客鉄道.   [2019-03-01]. （原始内容存档于2019-04-02） （日语）.
12. ↑  . 東日本旅客鉄道.   [2019-03-01]. （原始内容存档于2019-04-02） （日语）.
13. ↑  . 東日本旅客鉄道.   [2019-03-01]. （原始内容存档于2019-04-02） （日语）.
14. ↑  . 東日本旅客鉄道.   [2019-03-01]. （原始内容存档于2019-04-02） （日语）.
15. ↑  . 東日本旅客鉄道.   [2019-03-01]. （原始内容存档于2017-02-08） （日语）.
16. ↑  . 東日本旅客鉄道.   [2019-03-01]. （原始内容存档于2019-04-02） （日语）.
17. ↑  . 東日本旅客鉄道.   [2019-03-01]. （原始内容存档于2019-03-23） （日语）.
18. ↑  . 東日本旅客鉄道.   [2019-03-01]. （原始内容存档于2019-03-27） （日语）.
19. ↑  . 東日本旅客鉄道.   [2019-03-01]. （原始内容存档于2019-03-25） （日语）.
20. ↑  . 東日本旅客鉄道.   [2019-07-21]. （原始内容存档于2019-07-05） （日语）.

## 外部連結
- 車站資訊（磐城石川）：東日本旅客鐵道（日語）